# UGCA 105
UGCA 105 est une galaxie naine irrégulière rapprochée et située dans la constellation de la Girafe. Sa vitesse par rapport au fond diffus cosmologique est de 75 ± 3 km/s.
La classe de luminosité d'UGCA 105 est V-VI et elle présente une large raie HI.

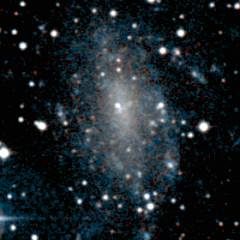
La galaxie naine irrégulière UGCA 105. La galaxie présente une structure diffuse et vaguement spiralée.

## Distance d'UGCA 105
La base de données NASA/IPAC donne une distance de Hubble de 1,1 ± 1,0 Mpc (∼3,59 millions d'al). UGCA 105 est trop rapprochée du Groupe local pour que l'on puisse déterminer sa distance à l'aide de la loi de Hubble-Lemaître. Cette valeur donnée est donc probablement compromise. Cependant, sept mesures non basées sur le décalage vers le rouge (reshift) nous donnent une distance de 3,649 ± 0,483 Mpc (∼11,9 millions d'al). Cette valeur-ci est sans doute plus près de la distance réelle de cette galaxie.

## Groupe IC 342/Maffei
UGCA 105 est membre du groupe IC 342/Maffei, un groupe de galaxies proche et composé d'une vingtaine de galaxies.